# Wapen van Harkema

Wapen van Harkema

Het wapen van Harkema is het dorpswapen van het Nederlandse dorp Harkema, in de Friese gemeente Achtkarspelen. Het wapen werd in 1992 geregistreerd.

## Beschrijving
De blazoenering van het wapen luidt als volgt:
Van keel beladen met een rijzende leeuw van goud en een gepunt schildhoofd van zilver beladen met een eikel van sinopel, ter weerszijden vergezeld van een liggende turf van sabel.
De heraldische kleuren zijn: keel (rood), goud (geel), zilver (zilver), sinopel (groen) en sabel (zwart).

## Symboliek
- Rood veld: verwijst naar de voormalige heidevelden rond het dorp.[3]
- Rijzende leeuw: afkomstig uit het wapen van de familie Van Harckema, naamgever van het dorp.[3]
- Turven: staan voor de vervening rond het dorp.[3]
- Eikel: symbool voor de ligging in de Friese Wouden.[3]

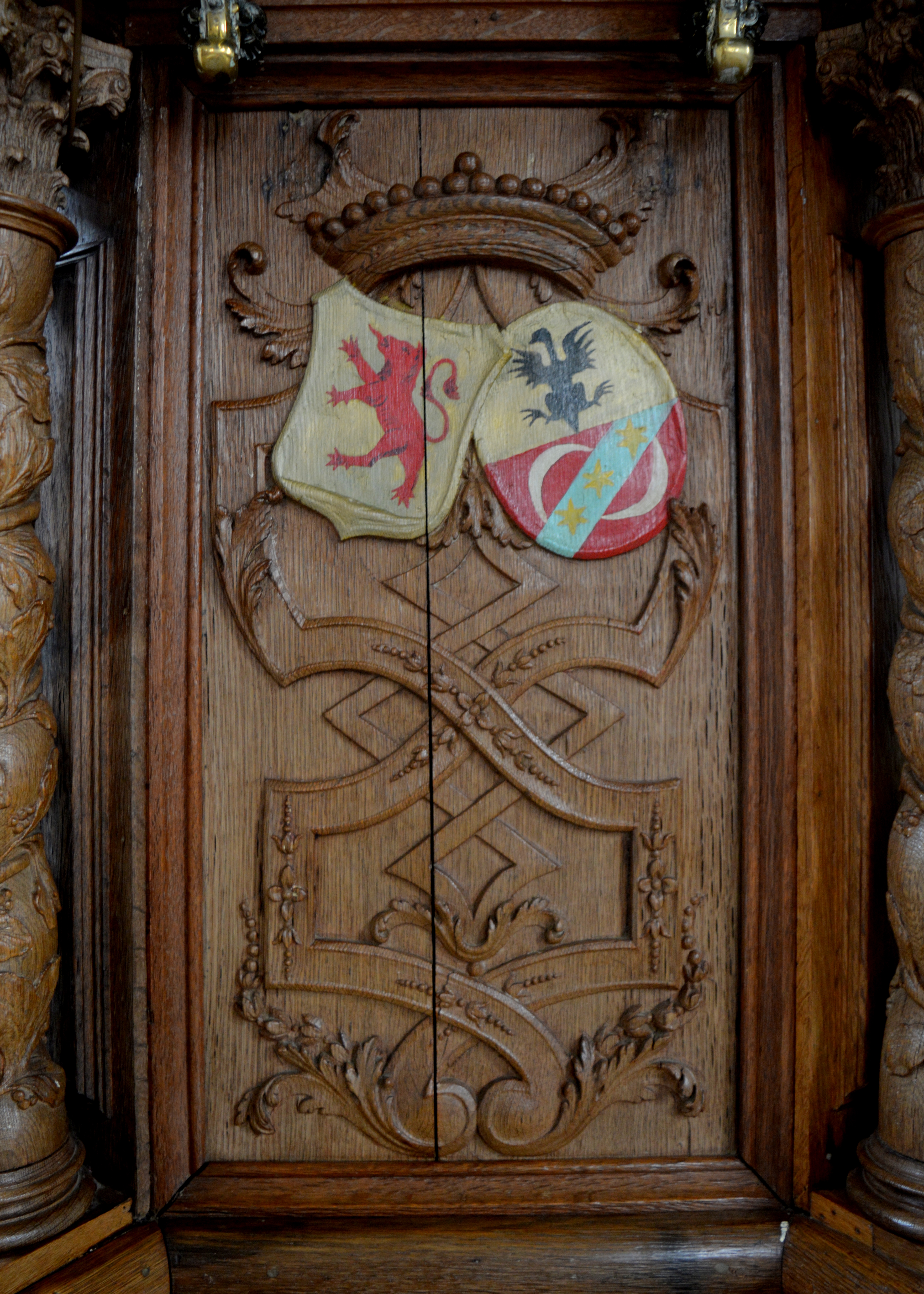
Het wapen van de familie Van Harckema (links) op de preekstoel van de kerk van Augustinusga.

## Zie ook

Vlag van Harkema